# بوب ميروفيك
بوب ميروفيك (بالإنجليزية: Bob Mirovic)‏ مواليد 25 فبراير 1966 في كرواتيا، هو ملاكم أسترالي يصنف ضمن فئة الوزن الثقيل.

## المسيرة الاحترافية
من نزالاته:
- خسر أمام سينان ساميل سام (2006).
- خسر أمام نيكولاي فالويف (2003).
- خسر أمام داني ويليامز بالضربة الفنية القاضية (2003).

## إحصائيات
خاض خلال مسيرته 57 نزالا، فاز في 39 وتعادل في 2 وخسر في 18. فاز بالضربة القاضية في 27 نزالا.

## روابط خارجية
- بوب ميروفيك على موقع بوكس ريك (الإنجليزية) (registration required)